# Journal de Morges
Le Journal de Morges est un hebdomadaire suisse paraissant le vendredi et qui couvre l'actualité du district de Morges, l'un des districts du canton de Vaud en Suisse. Il existe aussi en version numérique.

## Historique
Le Journal de Morges a paru pour la première fois en 1894 ; c'était alors un bi-hebdomadaire. En 2015, il paraît tous les vendredis.
Il a appartenu jusqu'en 2004 à la famille Trabaud[réf. souhaitée]. Il est ensuite racheté par Edipresse[réf. souhaitée] puis, lors de la fusion entre Edipresse et Tamedia, il passe aux mains de cette dernière. En 2016, le rédacteur en chef Cédric Jotterand le rachète à Tamedia.
En 2011, un rapport de l'Office fédéral de la communication l'a désigné « média de référence » pour les Lausannois, ce qui fait sourire son rédacteur en chef. Après quelques années d'incertitudes et de difficultés, il a fêté ses 120 ans en 2014.
Le thème principal de ce journal est l'actualité du district de Morges. Il fournit également les articles sur ce secteur au 24 Heures. Son modèle d'affaire est principalement fondé sur la publicité locale.

## Titres
Différents titres sont donnés à ce journal dont : 
- JDM
- Journal de Morges et région
- Journal de Morges et région : Cossonay, Aubonne, Bussigny

Les titres absorbés par le journal sont : 
- Journal d'Aubonne : feuille d'annonces (absorbé en novembre 1966)
- Feuille d'avis de Bière : feuille d'annonces et résumé des nouvelles (absorbé en 1987)
- Journal et feuille d'avis de Bussigny-près-Lausanne (absorbé en janvier 1995)
- Jura vaudois, Journal d'Aubonne : feuille d'avis du district d'Aubonne (absorbé en 2004)

## Statistiques
Pour 2008, les données statistiques sont les suivantes : 
- Tirage normal : 6 980 exemplaires (tirage vendu)
- Tirage augmenté : 38 606 exemplaires (tirage gratuit)

Le tirage augmenté est le tout ménage distribué gratuitement une fois par mois.
Pour 2015, les données sont les suivantes : 
- Tirage diffusé : 5 841
- Tirage vendu : 5 760[6]

En 2024, le journal compte dix employés.